# Encarnación Cabré
Pour les articles homonymes, voir Cabré (homonymie).
Encarnación Cabré Herreros, née le 21 mars 1911 à Madrid et décédée le 18 mars 2005 dans la même ville, est une archéologue espagnole.

## Biographie
Première femme en Espagne à se consacrer à la discipline de l'archéologie, elle réalise plusieurs fouilles archéologiques, documentant ses résultats t les présentant dans les congrès internationaux[réf. nécessaire]. 
Elle est particulièrement connue pour ses études de la collection Cerralbo, ses travaux basés sur les fouilles de la nécropole d'Altillo de Cerropozo (Guadalajara) et ses recherches sur l'art rupestre de la grotte de Los Casares (Riba de Saelices),.
Sous la République espagnole, elle est l'une des passagères de la célèbre croisière universitaire en Méditerranée, partie du port de Barcelone en juin 1933, à laquelle participent de nombreux universitaires républicains.

## Hommages
Le 27 février 2019 au Congrès des députés, il est approuvé à l'unanimité - dans la dernière commission de la culture de la législature - de demander au gouvernement de dédier le jardin du Musée archéologique national (MAN) avec une plaque en mémoire d'Encarnación Cabré.

## Publications
- 1929 : Manifestaciones del culto solar en la cerámica de Las Cogotas, IV Congreso Internacional de Arqueología, Barcelone.
- 1930 : El problema de la cerámica con incrustaciones de cobre y ámbar de Las Cogotas, XV Congreso Int. Antr. Arch. Preh, Portugal (Paris 1931).
- 1931 : La Necrópolis del Castro de las Cogotas (España) in Bolletino Associazione Internacionale Studi Mediterranei, no 4, Rome, p. 12-20.
- 1932 : Excavaciones de las Cogotas, Cardeñosa (Ávila), II : La Necrópolis, avec Juan Cabré Aguiló, Mem.120 de la JSEA, Madrid.
- 1932 : La Necrópolis de La Osera, Chamartín de la Sierra (Ávila), avec Juan Cabré Aguiló et Antonio Molinero Pérez, Actas y Memoras de la Asoc. Esp. de Antropología, Etnografía y Prehistoria, Madrid, p. 21-52.
- 1933 : La espada de antenas tipo Alcacer-do-Sal y su evolución en la necrópolis de La Osera, Chamartín de la Sierra (Ávila), avec D. Juan Cabré Aguiló, Homenaje a Martins Sarmento, Guimaraes, p. 85-90.
- 1933 : Datos para la cronología del puñal de la cultura de las Cogotas, avec D. Juan Cabré Aguiló, Archivo Español de Arte y Arqueología, Madrid, p. 37-47.
- 1934 : Dos tipos genéricos de falcata hispánica, Archivo Español de Arte y Arqueología, Madrid, p. 207-224.
- 1934 : Las Cuevas de los Casares y la Hoz, avec D. Juan Cabré Aguiló, Archivo Español de Arte y Arqueología, Madrid, p. 225-254.
- 1934 : El modelo de falcata más típicamente hispánico, in Anuario del Cuer. Fac. de Archivos Bibliotecas y Museos, vol. II, Madrid, p. 207-213.
- 1934 : Zu dem Steim mit gravierten Tierfiguren von Laugerie-Basse in Berlin in Praehistorischen Zeitchrift, XXV, Berlin, p. 147-151.
- 1935 : Neu Entdekte Felsenmalerien aus del Alten Steinzeit Mittelspaniens, Umschau, vol. 40, Francfort-sur-le Main, p. 797-800.
- 1935 : La Cueva de los Casares, Riba de Saelices (Guadalajara, España), avec D. Juan Cabré Aguiló; Bruxelles.
- 1937 : Broches de cinturón de bronce damasquinados con oro y plata, avec D. Juan Cabré Aguiló, Archivo Español de Arte y Arqueología, Madrid, p. 93-126.
- 1940 : La Caetra y el Scutum en Hispania durante la segunda Edad del Hierro, avec D. Juan Cabré Aguiló, Bol. Sem. Arte y Arqueología Fascículos XXII-XXIV, Valladolid.
- 1948-1949 : Los discos-corazas en ajuares funerarios de la Edad del Hierro de la península ibérica, IV Congreso Arq. Del S.E. Español, Elche et Cartagena.
- 1948 : En torno a un nuevo puñal hallstático de la península ibérica, Guimaraes.
- 1948 : Una sepultura notable de la Necrópolis de La Osera, Chamartín de la Sierra (Ávila), Cuadernos de Historia Primitiva del Hombre, Madrid.
- 1950 : El Castro y la Necrópolis del Hierro Céltico de Chamartín de la Sierra (Ávila), avec D. Juan Cabré Aguló et D. Antonio Molinero, Acta Arqueológica V, Madrid.
- 1951 : La más bella espada de tipo Alcacer-do-Sal de la Necrópolis de La Osera, Guimaraes.
- 1951-1952 : Una pieza cumbre del arte industrial céltico peninsular de la II Edad del Hierro, II CAN, Madrid et Cartagena.
- 1952 : El simbolismo solar en la ornamentación de espadas de la II Edad del Hierro Céltico de la península ibérica, Arch. Preh. Lev. T. III. Valencia, p. 101-116.
- 1954-1956 : Notable espada de antenas de La Osera, IV Cong. Int. Cien. Preh. y Protoh, Madrid et Zaragoza.
- 1957 : Una decoración figurativa abstracta en la edad del Hierro en la Meseta Oriental, avec D. Juan A. Morán Cabré, XIII CNA, Zaragoza, p. 605-610.
- 1974 : Un nuevo tipo de fíbula en la Meseta Oriental Hispana, avec D. Juan A. Morán Cabré, Bol. SEAA n.º 2, Madrid, p. 20-21.
- 1975 : Dos tumbas notables de la Necrópolis de Alpanseque (Soria), avec D. Juan A. Morán Cabré, APL. Vol. XIV, Valencia, p. 123-137.
- 1975 : Tres fíbulas excepcionales de la Meseta Oriental Hispánica con decoración geométrica grabada, avec D. Juan A. Morán Cabré, Bol. SEAA n.º 3, Madrid, p. 14-19.
- 1976 : Dos nuevas fíbulas de doble resorte con chapa ornamental cubriendo las espiras, avec D. Juan A. Morán Cabré, Bol. SEAA. N.º 5, Madrid, p. 8-12.
- 1977 : Sobre la fíbula de escalera y sus posibles derivaciones peninsulares, avec D. Juan A. Morán Cabré, Bol. SEAA. n.º 7, Madrid, p. 26-30.
- 1977 : Decoraciones cerámicas del Mediterráneo Oriental relacionables con la metalistería ibérica, avec D. Juan A. Morán Cabré, XIV CNA, Zaragoza.
- 1977 : Fíbulas de las más antiguas necrópolis de la Meseta Oriental Hispánica, avec Dº Juan A. Morán Cabré, Homenaje a García Bellido III. Rev. Univ. Complutense. Vol. XXVI. N.º 109, Madrid, p. 109-143.
- 1978 : Fíbulas hispánicas con apéndice caudal zoomorfo avec Dº Juan A. Morán Cabré, Bol.. SEAA N.º 9, Madrid, p. 8-22.
- 1978 : Por tierras de Ávila: El Castro de Miranda y su Necrópolis de la Osera. El Castro de las Cogotas y su Necrópolis de La Trasguija, Bol. SEAA. N.º 9, Madrid, p. 53-57.
- 1979 : Aportación al estudio tipológico de las espadas tipo Alcacer-do-Sal. Una nueva serie descubierta en la Necrópolis de la Osera, Chamartín de la Sierra (Ávila), avec Juan A. Morán Cabré, XV CNA, Zaragoza.
- 1982 : Ensayo tipológico de las fíbulas con esquema de la Téne en la Meseta Hispánica, avec Dº Juan A. Morán Cabré, Bol. SEAA, Madrid, p. 4-27.
- 1982 : Cabré y la arqueología céltico-meseteña del Hierro II, avec D. Juan A. Morán Cabré, Encuentro homenaje a Dº Juan Cabré Aguiló, Zaragoza, p. 65-69.
- 1982 : Notas para el estudio de las espadas tipo Arcóbriga, avec Juan A. Morán Cabré, Encuentro Homenaje a D. Juan Cabré Aguiló, Zaragoza, p. 151-162.
- 1983 : Las fíbulas con esquema de La Tène en el mundo ibérico y su adopción y adaptación en la Meseta, avec D. Juan A. Morán Cabré, XVI CNA, Zaragoza, p. 463-470.
- 1987 : Sistemas de resortes peculiares en fíbulas meseteñas < posthastatticas >, avec D. Juan A. Morán Cabré, Bol. SEAA N.º 23, Madrid, p. 29-33.
- 1988 : Espadas y puñales de la Meseta Oriental en la II Edad del Hierro, Celtíberos, Zaragoza, p. 123-126.
- 1989-1991 : Puñales dobleglobulares con probable simbología astral en el puño de la empuñadura, avec Dº Juan A. Morán Cabré, XX CNA, Santander et Zaragoza.
- 1990 : Espadas y puñales de las necrópolis celtibéricas, II Simposio sobre los Celtíberos: Necrópolis Celtibéricas, Zaragoza, p. 205-224.
- 1990 : Pinzas ibéricas caladas, tipo Cigarralejo, la necrópolis de La Osera (Ávila), avec D. Juan A. Morán Cabré, Rev. Verdolay. Homenaje a Dº Emeterio Cuadrado Díaz, Murcia, p. 77-80.
- 1991 : La guerra y el armamento, avec Dª Mª I. Baquedano Beltrán. Los Celtas. N.º Extra de Rev. De Arqueología, Madrid, p. 59-71.
- 1992 : Puñales celtibéricos con empuñadura de triple chapa plana y pomo con antenas, avec Juan A. Morán Cabré, Simposio de Arqueología Soriana, Soria, p. 391-398.
- Juan Cabré y la restauración avec Juan A. Morán Cabré, Homenaje a D. Raúl Amitrano. Rev. Pátina.